# Pierre-Benoît Soult
Pour les autres membres de la famille, voir Famille Soult.
Pierre-Benoît Soult, né le 19 juillet 1770 à Saint-Amans-La-Bastide dans le Tarn et mort le 7 mai 1843 à Tarbes, dans les Hautes-Pyrénées, est un général français de la Révolution et de l’Empire. Il est le frère du maréchal Jean-de-Dieu Soult.

## Biographie

### Soldat de l'Ancien Régime
« Fils de Jean Soult, notaire, et de dame Marie-Brigitte de Grenier » et frère puîné du maréchal Jean-de-Dieu Soult, Pierre-Benoît doit autant son avancement dans l'armée à la puissante protection dont l'entoure le maréchal, son frère, qu'à sa bravoure et à ses talents personnels. Il entre au service comme soldat le 28 septembre 1788 dans le régiment de Touraine-infanterie (33e), qui devient plus tard la 66e demi-brigade de ligne, et est nommé caporal-fourrier le 24 mars 1791.

### Carrière sous la Révolution française
Après avoir fait les campagnes de l'armée de Rhin-et-Moselle de 1792 et 1793, il passe à l'état-major de l'avant-garde de cette armée sous les ordres du général Lefebvre et assiste à la bataille de Fleurus le 26 juin 1794. Nommé aide de camp de son frère, qui vient d'être promu au grade de général de brigade, il sert à l'armée de Sambre-et-Meuse de l'an II à l'an VI avant de passer sous-lieutenant dans la 66e demi-brigade de ligne. Par arrêté du Directoire, il obtient l'emploi titulaire d'aide de camp et prend une part glorieuse à l'affaire qui a lieu à Dietz, au passage de la Lahn. Il reçoit à cette occasion des témoignages de satisfaction du gouvernement. À l'affaire de Steinberg, avec 30 hommes, il désarme 300 hussards autrichiens et est nommé lieutenant sur le champ de bataille le 21 avril 1797.
Passé dans le 6e régiment de chasseurs à cheval le 1er janvier 1798, Soult continue d'exercer ses fonctions d'aide de camp auprès de son frère et fait avec lui la campagne de l'an VII aux armées d'Angleterre et du Danube. Le 22 octobre de cette même année il obtient le grade de capitaine à l'ancienneté. Le 4 juin 1799 à la défense du camp de Zurich, il a un cheval tué sous lui dans une charge de cavalerie et est fait prisonnier aux côtés de son frère, qui lui a été grièvement blessé. Le général en chef Masséna l'a nommé le 13 juin 1799, chef d'escadron sur le champ de bataille, grade dans lequel il est confirmé peu de temps après.

### Du Consulat au Premier Empire

#### Du siège de Gênes à la campagne de Pologne
Rentré des prisons de l'ennemi, Soult fait les campagnes des ans VIII et IX avec l'armée chargée de la défense de Gênes. Il se fait remarquer sur le Monte-Faccio où il a un cheval tué sous lui et où lui et son frère sont faits prisonniers une nouvelle fois. La victoire de Marengo le rend à la liberté le 28 prairial de la même année. Nommé chef de brigade du 25e régiment de chasseurs à cheval par arrêté des consuls le 30 décembre 1802, il reçoit la croix de chevalier de la Légion d'honneur et celle d'officier le 14 juin 1804. Passé aide de camp de son frère le 12 mars 1807, il prend peu après le commandement de la cavalerie légère du IVe corps de la Grande Armée et est promu général de brigade le 11 juillet suivant.

#### Dans la péninsule espagnole
Envoyé à l'armée d'Espagne au commencement de la guerre d'indépendance espagnole, il y fait les campagnes de 1808 à 1812 et se signale au passage du Tage le 8 août 1809. À la même période Napoléon lui confère le titre de baron de l'Empire. Le 10 août 1811 le général Soult bat complètement l'arrière-garde espagnole à Las Vertientes (es), attaque et défait à Pietra les insurgés des montagnes d'Alpujarras en octobre 1812 et est élevé au grade de général de division le 3 mars 1813. Il reçoit le 25 novembre suivant la croix de commandeur de la Légion d'honneur. Dès le 7 avril l'Empereur l'attache à l'armée du Midi pour y commander la cavalerie sous les ordres de son frère le maréchal. En 1814 il donne de nouvelles preuves de valeur et de dévouement au siège de Bayonne, le 27 février à Orthez et enfin le 10 avril à la bataille de Toulouse.

### Première Restauration, Cent-Jours et retour des Bourbons
Le général Soult est fait chevalier de Saint-Louis le 13 août 1814. Le 30 décembre suivant, Louis XVIII le nomme inspecteur général de cavalerie dans les 9e, 10e, 11e, et 20e divisions militaires. Mis à la disposition du duc d'Angoulême le 6 mars 1815, il ne quitte ce prince qu'après l'entrée de Napoléon à Paris. Le 16 mai 1815 le général Soult est élu représentant de l'arrondissement de Castres à la Chambre des Cent-Jours par 63 voix sur 878 votants. Le 7 juin suivant l'Empereur lui donne l'ordre d'aller prendre le commandement de la 4e division du Ier corps de cavalerie de l'armée du Nord et il assiste à ce titre à la bataille de Ligny le 16 juin 1815 puis à la bataille de Wavre du 18 au 19, sous les ordres du Maréchal Grouchy.
Il est mis en disponibilité sous la seconde Restauration et reste dans cette position jusqu'à la promulgation de l'ordonnance du 1er décembre 1824, qui met à la retraite 1 500 officiers généraux à partir du 1er janvier 1825 et dans laquelle il se trouve compris. Le 17 du même mois, Charles X le crée grand officier de la Légion d'honneur. À la suite de la Révolution de Juillet 1830, le maréchal Soult, ayant été appelé au ministère, replace son frère dans le cadre d'activité. L'année suivante il se voit attribuer le commandement supérieur des départements des Pyrénées-Orientales, de l'Aude et de l'Ariège. Le ministère du 13 mars décore le général Soult de la grand-croix de la Légion d'honneur le 21 mars 1831. Mis à la disposition du ministre de la Guerre en 1833, il est envoyé l'année suivante dans la 10e division militaire, commandement qu'il conserve jusqu'en 1836, époque à laquelle il est mis dans la vétérance. Passé au cadre de non-activité par l'ordonnance du 28 août de la même année, il fait partie du cadre de réserve institué par la loi du 4 août 1839 et meurt à Tarbes le 7 mai 1843. Son nom est inscrit sur l'arc de triomphe de l'Étoile, côté Sud.
Il repose au cimetière Saint-Jean de Tarbes.

## Distinctions
- Il fait partie des 660 personnalités à avoir son nom gravé sous l'Arc de triomphe de l'Étoile. Il apparaît sur la 22e colonne (l’Arc indique SOULT, P.).

## Armoiries
| Figure | Blasonnement |
| ------ | --- |
|        | Armes du baron Pierre Benoît Soult et de l'Empire D'or, à l'écusson de gueules, chargé de trois têtes de léopards du premier, au chef du second chargé de trois étoiles d'argent ; au canton des Barons militaires de l'Empire brochant. D'or, au comble de gueules chargé de deux étoiles d'argent; en cœur un écusson aux deux têtes de lion léopardées d'or, quartier des barons militaires et pour livrées : les couleurs de l'écu.,. |

## Famille
Il se marie [Quand ?] avec la nièce du général Dembarrère, qui meurt le 4 avril 1839.